# Сен Бријек
Сен Бријек (фр. Saint-Brieuc) град је у Француској, у департману Приморје.
По подацима из 1999. године број становника у месту је био 46.087.

## Географија

### Клима
| Клима (Сен Бријек)         | Клима (Сен Бријек) | Клима (Сен Бријек) | Клима (Сен Бријек) | Клима (Сен Бријек) | Клима (Сен Бријек) | Клима (Сен Бријек) | Клима (Сен Бријек) | Клима (Сен Бријек) | Клима (Сен Бријек) | Клима (Сен Бријек) | Клима (Сен Бријек) | Клима (Сен Бријек) | Клима (Сен Бријек) |
| Показатељ \ Месец          | .Јан.              | .Феб.              | .Мар.              | .Апр.              | .Мај.              | .Јун.              | .Јул.              | .Авг.              | .Сеп.              | .Окт.              | .Нов.              | .Дец.              | .Год.              |
| -------------------------- | ------------------ | ------------------ | ------------------ | ------------------ | ------------------ | ------------------ | ------------------ | ------------------ | ------------------ | ------------------ | ------------------ | ------------------ | ------------------ |
| Средњи максимум, °C (°F)   | 8,4 (47,1)         | 8,8 (47,8)         | 11,1 (52)          | 12,8 (55)          | 15,9 (60,6)        | 21,1 (70)          | 24,8 (76,6)        | 21,2 (70,2)        | 19,1 (66,4)        | 15,6 (60,1)        | 11,6 (52,9)        | 9 (48)             | 14,5 (58,1)        |
| Средњи минимум, °C (°F)    | 3,4 (38,1)         | 3,1 (37,6)         | 4,4 (39,9)         | 5,3 (41,5)         | 8,2 (46,8)         | 12,7 (54,9)        | 14,4 (57,9)        | 12,8 (55)          | 11,2 (52,2)        | 9 (48)             | 5,9 (42,6)         | 3,7 (38,7)         | 7,6 (45,7)         |
| Количина падавина, mm (in) | 79,4 (31,26)       | 68 (26,8)          | 56,6 (22,28)       | 63,8 (25,12)       | 64,5 (25,39)       | 45,2 (17,8)        | 44,8 (17,64)       | 40,8 (16,06)       | 58,1 (22,87)       | 82,1 (32,32)       | 83,7 (32,95)       | 98,2 (38,66)       | 776,2 (305,59)     |
| [ тражи се извор ]         |                    |                    |                    |                    |                    |                    |                    |                    |                    |                    |                    |                    |                    |

## Демографија
| 1962.  | 1968.  | 1975.  | 1982.  | 1990.  | 1999.  | 2011.  |
| ------ | ------ | ------ | ------ | ------ | ------ | ------ |
| 43.142 | 50.281 | 52.559 | 48.563 | 44.752 | 46.087 | 46.173 |

## Партнерски градови
- Aberystwyth
- Limbe
- Аја Параскеви
- Алсдорф
- Горажде